# ゲジゲジシダ

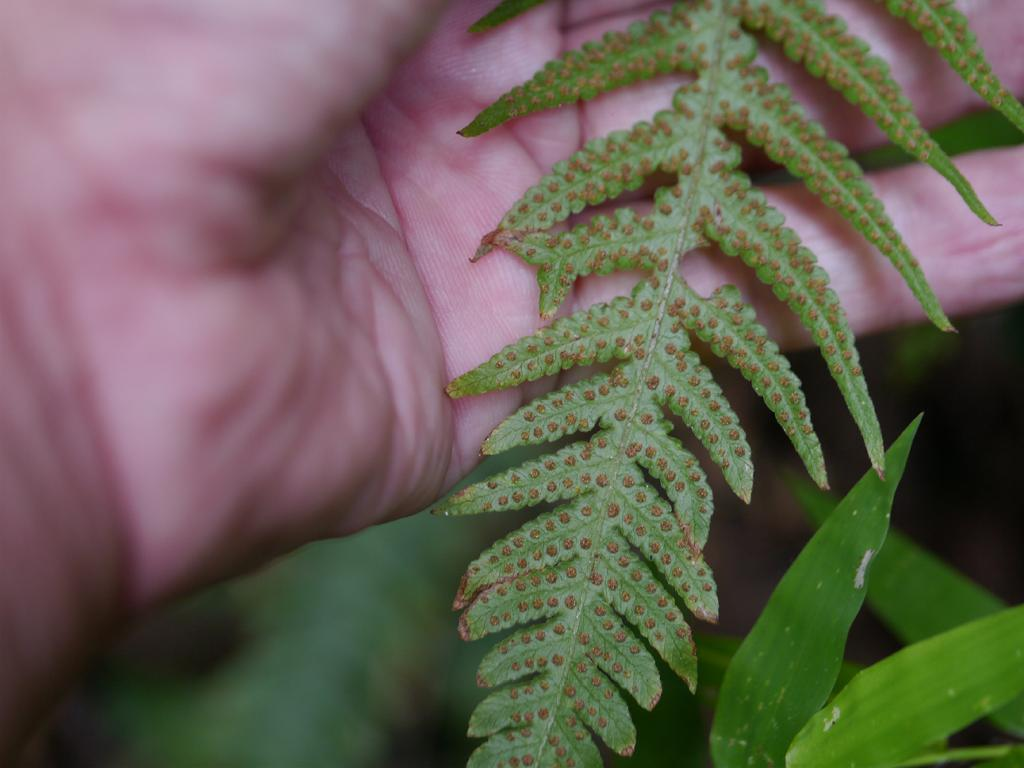
葉裏・胞子嚢群

ゲジゲジシダ Thelypteris decursive-pinnata (van Hall) は、ヒメシダ科のシダ植物。細長い葉の主軸に羽片から流れた翼があって、これが左右交互のジグザグを描く。

## 特徴
夏緑性の多年生草本。根茎は短く斜めに立ち、葉を束のように生じ、鱗片がある。葉柄は長さ5-25cmで藁色、鱗片と毛が比較的密生している。根茎と葉柄の鱗片は線形から線状三角形で、長さ8mm、幅0.5mm以下、褐色で軟らかく、草質、片縁と両面に毛がある。葉身は披針形で中央部あたりで幅が最大になり、それより上下にはいずれも幅狭くなって長さ30-50cm、幅5-13cm、時に18cmにまでなる。単羽状から二回羽状深裂する。羽片は線状披針形で深裂、またはほぼ全裂する。最下の羽片はごく小さくなって時に耳状にまで短縮する。
裂片は長楕円形から卵状楕円形、先端は丸いか鈍く尖り、縁は様々な程度に切れ込みを生じる。小脈は単独か二叉に分かれ、先端は縁に達しないことも多い。葉質は草質で緑色、表裏共に有毛。
葉の裏面には星状毛が混じる。羽片の最下の裂片は大きく中軸に流れ、上下の羽片から流れた裂片とつながって主軸回りに翼状となり、これが左右交互に出っ張ってジグザグ状の外見を見せる。
胞子嚢群は円形から楕円形で、裂片の中肋と縁の間につき、包膜はないが、胞子嚢床に毛が多い。胞子嚢は有毛、奉仕の表面にはこぶ状の突起がある。
和名は葉の左右に突き出た羽片の感じをゲジゲジに見立てたもの。主軸回りのひれがジグザグに見えるのが独特である。

## 分布と生育環境
日本では北海道本州、四国、九州と琉球から知られる。ただし北海道は有珠山のみ、本州でも青森県、岩手県、秋田県ではごく希、また琉球でも珍しい。それ以外の地域では普通種である。国外では朝鮮南部、中国、台湾、インドシナ、インドに分布する。
低地の山野に普通にある。日陰から日向まで、特に崖や石垣などに多く見られる。

## 分類
かつてはミヤマワラビ、タチヒメワラビらと共にミヤマワラビ属 Phegopteris としたことがある。それらも似てはいるが、主軸回りの翼が独特なので、判別は容易。